# اثر زیست‌محیطی ترابری
اثر زیست‌محیطی ترابری (به انگلیسی: Environmental effects of transport) قابل توجه است زیرا حمل و نقل مصرف‌کنندهٔ اصلی انرژی است و بیشتر نفت جهان را می‌سوزاند. این باعث ایجاد آلودگی هوا از جمله اکسیدهای نیتروژن و ذرات می‌شود و از طریق انتشار دی‌اکسید کربن عامل مهمی در گرم‌شدن کره زمین است. در بخش ترابری، حمل و نقل جاده‌ای بزرگ‌ترین عامل گرمایش جهانی است.
عوامل انتشار حمل و نقل:
| شیوهٔ حمل و نقل   | کیلوگرم Co2 در هر تن مایل |
| ---------------- | ------------------------- |
| هوایی            | ۰٫۸۰۶۳                    |
| کامیون           | ۰٫۱۶۹۳                    |
| قطار             | ۰٫۱۰۴۸                    |
| حمل و نقل دریایی | ۰٫۰۴۰۳                    |